# Château du Grand Coudray
Pour le château du Grand Coudray en Mayenne, voir Villaines-la-Juhel.
Le château du Grand Coudray est un château situé à Chappes dans le département de l'Allier dans le centre de la France.

## Localisation
Le château est situé sur la commune de Chappes, à la limite de la commune des Deux-Chaises, au lieu-dit du Grand Coudray (ou Grand Coudrais), à une dizaine de kilomètres au nord de Montmarault, dans le Bocage bourbonnais, dans le centre-ouest du département de l'Allier.

## Description
Le château se développe sur trois côtés d'une cour ouverte, le corps de bâtiment de gauche servant de communs. Il ne reste qu'un mur du corps de bâtiment de droite ; le corps central du château, dont la façade date du XVIIe siècle, est encadré par deux tours médiévales. Les trois autres côtés du château sont bordés de douves.

## Historique
La seigneurie du Coudray est attestée dès le XIIe siècle. Le château est construit au XVe siècle ; de cette époque subsistent les trois tours rondes et les douves. Le château est reconstruit au XVIIe siècle et remanié au XIXe siècle. 
L'édifice est inscrit au titre des monuments historiques en 2010. C'est une propriété privée.